# Того на Светском првенству у атлетици на отвореном 2019.
Того је на 17. Светском првенству у атлетици на отвореном 2019.  одржаном у Дохи од 27. септембра до 6. октобра учествовао седамнаести пут, односно учествовао је на свим првенствима до данас. Представљао га је један атлетичар који се такмичио у трци на 100 метара,
На овом првенству Того није освојио ниједну медаљу, нити је оборен неки рекорд.

## Учесници
Мушкарци:
- Yendountien Tiebekabe — 100 м

## Резултати

### Мушкарци
| Атлетичар             | Дисциплина | Лични рекорд | Предтакмичење | Предтакмичење | Квалификације        | Квалификације        | Полуфинале           | Полуфинале           | Финале               | Финале       | Детаљи |
| Атлетичар             | Дисциплина | Лични рекорд | Резултат      | Место         | Резултат             | Место                | Резултат             | Место                | Резултат             | Место        | Детаљи |
| --------------------- | ---------- | ------------ | ------------- | ------------- | -------------------- | -------------------- | -------------------- | -------------------- | -------------------- | ------------ | ------ |
| Yendountien Tiebekabe | 100 м      | 10,53        | 10,69         | 3. у гр. 2    | Није се квалификовао | Није се квалификовао | Није се квалификовао | Није се квалификовао | Није се квалификовао | 40 / 65 (68) |        |